# Gao Hongbo
Gao Hongbo (Pequim, 25 de Janeiro de 1966) é um treinador e ex-futebolista chinês que atuava como atacante.  Atualmente, é treinador do Beijing BG.

## Carreira
Atuou no Beijing Guoan, foi pra Singapura, defender o Tiong Bahru, retornou ao Beijing Guoan, Guangzhou Apollo (atual Guangzhou Evergrande) e encerrou a carreira no Guangzhou Songri, no ano de 1998.

## Treinador
Após pendurar as chuteiras, mudou-se para o comando técnico, pelo mesmo Guangzhou Songri onde após dois anos teve sua primeira oportunidade como treinador de futebol e após rodar como assistente e treinador de equipes chinesas e da Seleção Chinesa e sendo anunciado como treinador da seleção no dia 16 de Abril de 2009, logo após o sérvio Vladimir Petrovic não ter conseguido a classificação para a Copa do Mundo de 2010.
Depois de treinar o Guizhou Renhe (atual Beijing Renhe), Shanghai SIPG, Jiangsu Suning e sendo assistente do Den Haag. depois retornou ao comando da Seleção Chinesa pela segunda vez, ao substituir Alain Perrin.

## Títulos

### Jogador
Tiong Bahru
- Copa dos Presidente: 1994

Beijing Guoan
- Copa da China: 1996

### Treinador
Xiamen Hongshi
- China League One: 2005

Changchun Yatai
- Super Liga Chinesa: 2007